# Identity (jeu télévisé)
Pour les articles homonymes, voir Identity.
Identity était un jeu télévisé français diffusé à partir du samedi 14 février 2009 sur TF1. Il était présenté par Jean-Luc Reichmann.

## Concept
C'est une émission mêlant jeu et spectacles. Elle est inspirée de la version américaine du jeu.

## Les émissions
À ce jour, l'émission a été diffusée :
- Samedi 14 février 2009 à 20 h 50 ;
- Samedi 5 juin 2010 à 20 h 45.

## Règle du jeu
1re partie
Douze personnes sont présentées à quatre célébrités et à quatre familles. Une liste de douze identités est présentée. Ils doivent trouver à qui appartient chaque identité. Les personnes doivent prouver qu'ils sont ou non ce qu'ils ont été désignés par les célébrités et les familles.
2e partie
La famille ayant récolté le plus de point doit prendre la place des quatre célébrités qui eux vont au centre du plateau. Ils sont rejoints par deux autres célébrités. Et la famille doit refaire le même exercice qu'à la 1re partie, mais en associant cette fois les six célébrités à leur identité et gagner jusqu'à 150 000 euros.

## Les célébrités
Dans l'émission du samedi 14 février 2009, quatre célébrités étaient présentes au départ :
- Vincent Lagaf' : J'ai été automate
- Victoria Silvstedt : J'ai été championne de ski
- Jean-Luc Lemoine : J'ai une mère vietnamienne
- Ève Angeli : J'ai été gothique durant mon adolescence.

Deux célébrités les ont rejoints pour la seconde partie de l'émission :
- Doc Gynéco : J'ai sauvé un enfant (de la noyade)
- Catherine Laborde : J'ai joué dans cinq films.

Dans l'émission du samedi 5 juin 2010, six célébrités étaient présentes :
- Frank Lebœuf
- Sheryfa Luna
- Francis Lalanne
- Charlotte de Turckheim
- Dave
- Amel Bent.

## Les gains
Chaque gain était tiré au sort par un buzzer.

## Commentaires
Bien qu'étant une version française d'un jeu américain, ce jeu s'inspire très fortement du jeu Qui est qui ? présenté à l'époque par Marie-Ange Nardi, la seule différence notable étant que les candidats ne sont plus des anonymes mais des personnalités publiques.